# Пуаркйок
Пуаркйок — река в России, на Кольском полуострове, протекает по территории Ловозерского района Мурманской области.
Является правобережным притоком реки Лимтайок. Длина реки — 36 км, площадь водосборного бассейна — 266 км².

## Данные водного реестра
По данным государственного водного реестра России относится к Баренцево-Беломорскому бассейновому округу, водохозяйственный участок реки — Воронья от истока до гидроузла Серебрянское 1, включая озеро Ловозеро. Речной бассейн реки — бассейны рек Кольского полуострова, впадает в Баренцево море.